# Jeroen De Coninck

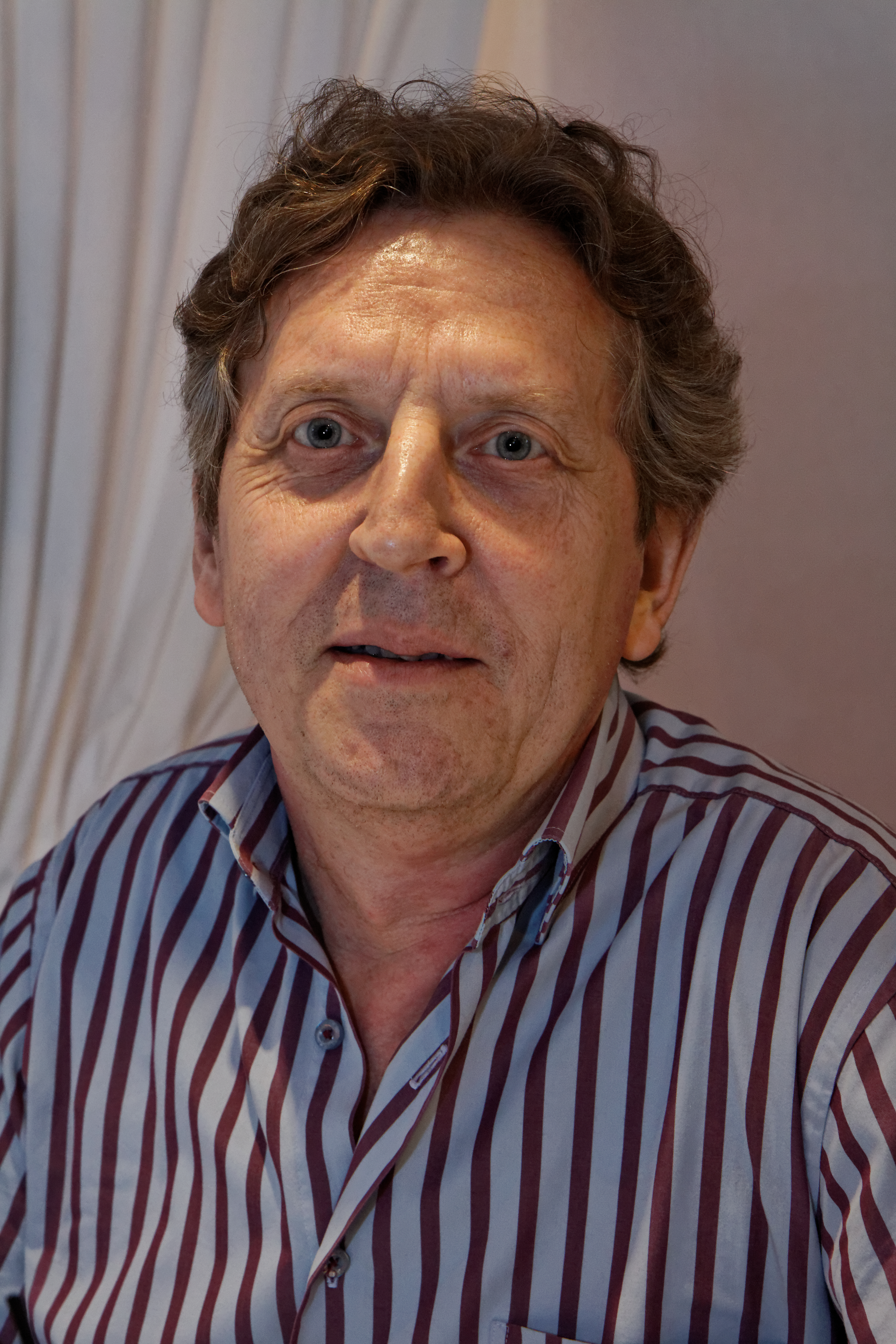
Jeroen De Coninck (2012)

Jeroen De Coninck (Gent, 3 februari 1956) is een Belgisch stripauteur en illustrator.
De Coninck volgde enkele jaren academie in Dendermonde en studeerde aan het Hoger Instituut voor Grafisch Onderwijs te Gent. Hij maakte verschillende illustraties in weekbladen. In 1984 verscheen zijn eerste album "De ark van Noë" bij uitgeverij Jumbo.
In 1992 startte hij bij Studio Peyo om er mee te werken aan het toenmalige magazine Schtroumpf !. Vanaf 2002 tot met zijn pensioen werkte hij mee aan de albums van de Smurfen.